# Sint (heilige)
Sint, van het Latijnse sanctus, heilig, is in het Nederlands het gebruikelijke voorvoegsel bij de naam van een christelijke heilige. Het wordt vaak afgekort als St.
Voorbeelden zijn: Sint-Petrus, Sint-Antonius.
Vooral in katholieke kringen wordt het voorvoegsel veel gebruikt en soms geldt het als incorrect de naam van een heilige uit te spreken zonder "Sint" ervoor.
Voor oudtestamentische personen wordt het woord "Sint" meestal niet gebruikt, maar spreekt men van "Heilig". Ook voor voorwerpen, dagen en dergelijke wordt het woord "Sint" niet gebruikt.
Een dergelijk onderscheid bestaat ook in andere talen: Saint/Holy (Engels), Saint/Sacré (Frans) enzovoort, maar van consequent gebruik is geen sprake. Men spreekt bijvoorbeeld van Holy Bible (niet Saint Bible) en Santa Biblia (niet Sagrada Biblia).
Bij sommige heiligen is het voorvoegsel Sint geheel met de naam verweven. Dit is het geval in het Spaans en Portugees met Sint Jakobus de Meerdere (Santiago) en in het Nederlands met Sint Nicolaas van Myra (Sinterklaas). Spreekt men in het Nederlands van "de Sint", dan wordt steeds Sinterklaas bedoeld.